# 北海道道1080号栗山北広島線
北海道道1080号栗山北広島線（ほっかいどうどう1080ごう くりやまきたひろしません）は、北海道夕張郡栗山町と北広島市を、長沼町、空知郡南幌町を経て結ぶ一般道道（北海道道）である。

## 概要

### 路線データ
- 起点：北海道夕張郡栗山町桜丘2丁目（国道234号交点）
- 終点：北海道北広島市大曲中央2丁目（国道36号・北海道道790号仁別大曲線交点）
- 総延長：32.038 km
- 実延長：22.183 km
- 重用延長：9.855 km

### 道路管理者
- 空知総合振興局 札幌建設管理部 長沼出張所
- 空知総合振興局 札幌建設管理部 千歳出張所

## 歴史
- 1988年（昭和63年）3月31日 - 北海道道1080号栗山広島線として路線認定[1]。
- 1996年（平成8年）9月1日 - 広島町の市制施行・北広島市への改称により現在の路線名に変更[2]。

## 路線状況

### 重複区間
- 北海道道45号恵庭栗山線（起点 - 長沼町東2線北）
- 北海道道874号朝日桜丘線（起点 - 栗山町中央1丁目）
- 北海道道1009号長沼南幌線（南幌町南15線西 - 南幌町美園4丁目）
- 国道337号（南幌町美園4丁目 - 南幌町南16線西）
- 北海道道46号江別恵庭線（北広島市北の里 - 北広島市中央4丁目）
- 北海道道1180号きたひろしま総合運動公園線（北広島市大曲）

## 地理

### 通過する自治体
- 空知総合振興局
  - 夕張郡栗山町
  - 夕張郡長沼町
  - 空知郡南幌町
- 石狩振興局
  - 北広島市

### 交差する道路
栗山町
- 国道234号 - 桜丘2丁目（起点）
- 北海道道45号恵庭栗山線 - 桜丘2丁目（重複）
- 北海道道874号朝日桜丘線 - 桜丘2丁目、中央1丁目（重複）

長沼町
- 北海道道45号恵庭栗山線 - 東2線北（重複）
- 北海道道694号北長沼由仁線 - 東2線北
- 北海道道451号北長沼停車場線 - 東1線北

南幌町
- 北海道道1009号長沼南幌線 - 南15線西、美園4丁目（重複）
- 国道337号 - 美園4丁目、南16線西（重複）
- 北海道道1056号江別長沼線 - 稲穂2丁目

北広島市
- 北海道道46号江別恵庭線 - 北の里、中央4丁目（重複）
- 北海道道1148号札幌恵庭自転車道線 - 中央3丁目
- 国道274号 - 共栄
- 北海道道1180号きたひろしま総合運動公園線 - 大曲（重複）
- 国道36号 - 大曲中央2丁目（終点）
- 北海道道790号仁別大曲線 - 大曲中央2丁目（終点）

### 沿線にある施設など
栗山町
- めぐみ幼稚園

長沼町
- 長沼町立北長沼小学校
- Aコープ北長沼店
- 北長沼郵便局

南幌町
- 中央公園
- 南幌工業団地

北広島市
- 北広島自動車学校
- 北海道歯科技術専門学校
- 北広島元町郵便局
- 北海道信用金庫北広島支店
- 北広島市役所
- 星槎道都大学
- 北広島市ふれあい学習センター（夢プラザ）
- 道央自動車道北広島インターチェンジ
- 北広島西郵便局
- 道央農協（JA道央）大曲支店